# Giorgio Walter Chili

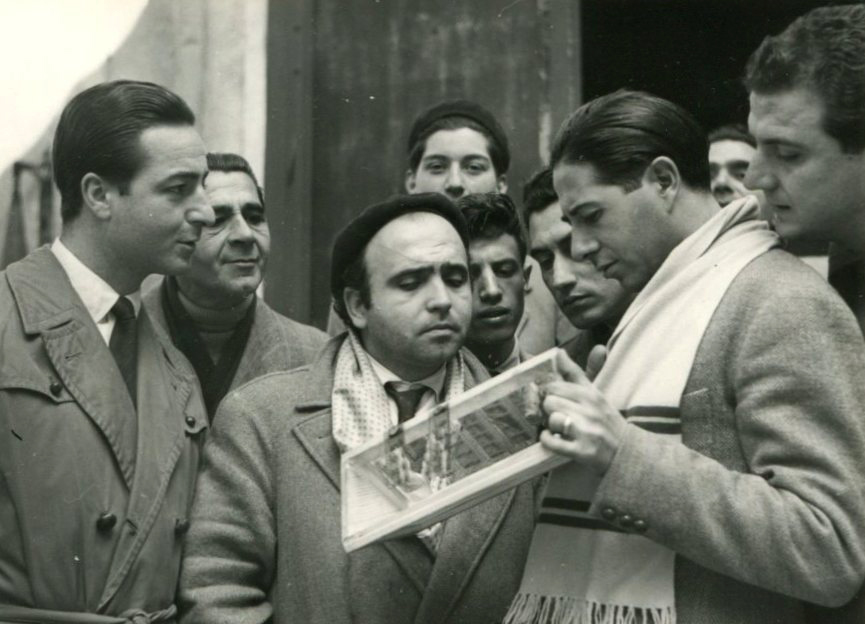
Giorgio Walter Chili con il suo staff tecnico

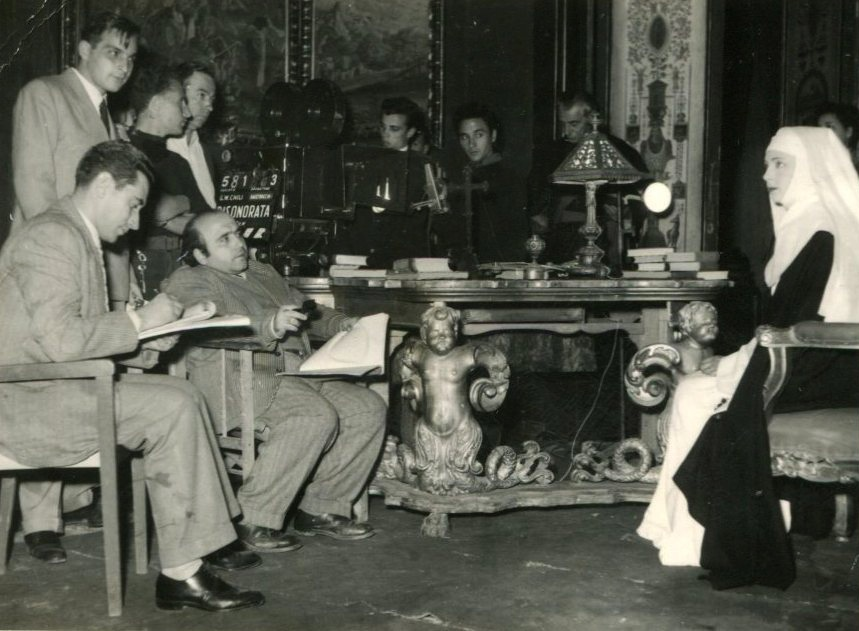
Sul set di Disonorata (senza colpa), 1953

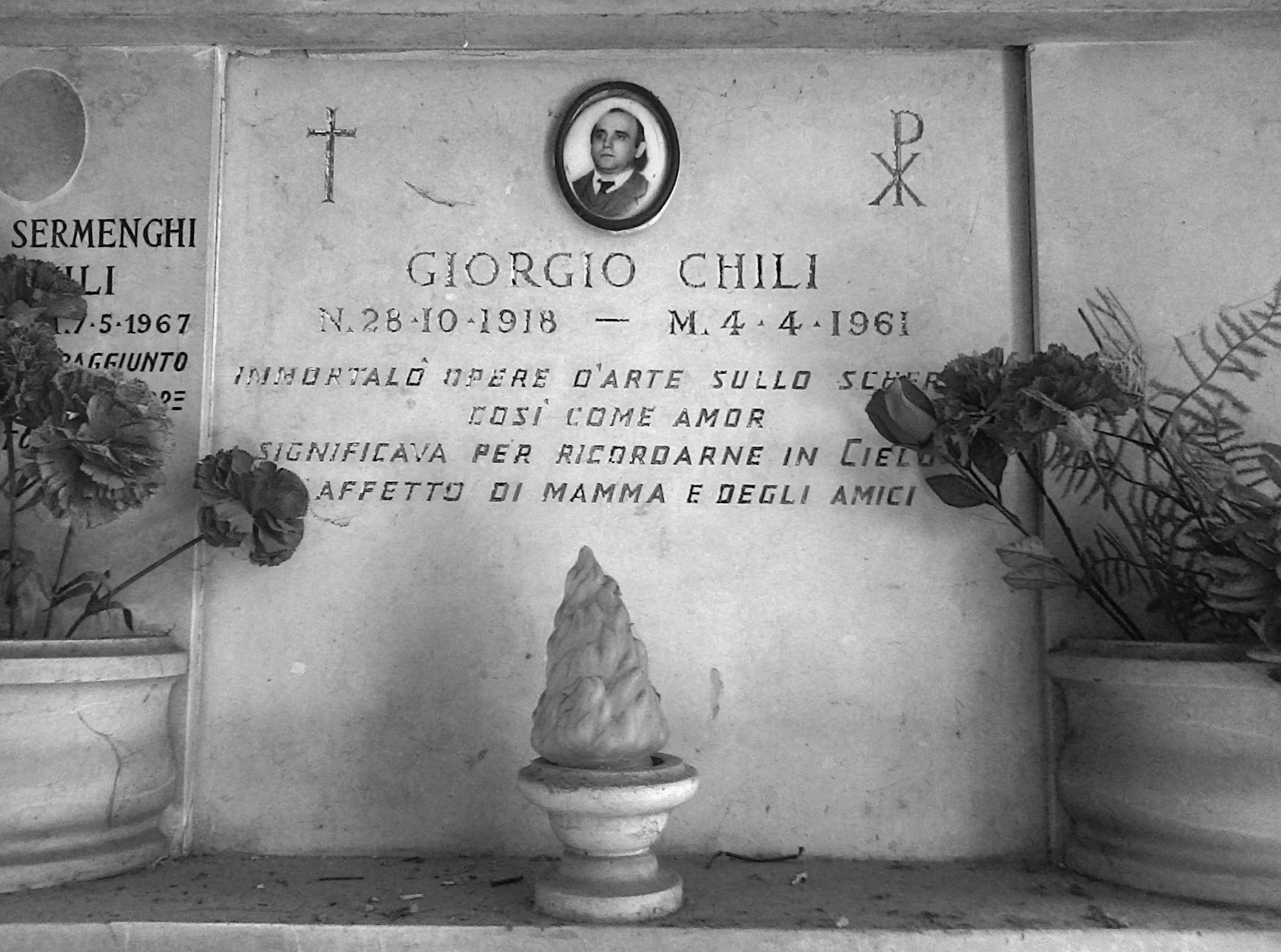
Lapide al cimitero del Verano

Giorgio Walter Chili (Casalecchio di Reno, 28 ottobre 1918 – Roma, 4 aprile 1961) è stato un regista e sceneggiatore italiano.

## Biografia
Nato a Casalecchio di Reno (BO), si iscrive a Roma, alla metà degli anni trenta, al Centro sperimentale di cinematografia, per frequentare il corso di regia. Ottenuto il diploma, inizia l'attività di aiuto-regista e documentarista.
Il primo film da lui diretto Leggenda della primavera esce negli schermi nel 1941; tra il 1943 e il 1944, in piena occupazione tedesca della capitale, dirige non senza grosse difficoltà sia per la troupe, composta da grandi attori, che per la disponibilità dei materiali, il film a soggetto I dieci comandamenti, uno dei primi film a essere presentato al pubblico delle sale alla fine della guerra.
Negli anni successivi girerà alcuni film in costume rientranti nel filone strappalacrime, allora in voga tra il pubblico italiano; chiuderà la sua carriera registica nel 1959 con la pellicola storica Caterina Sforza, la leonessa di Romagna.

## Filmografia
- Leggenda della primavera (1941)
- I dieci comandamenti (1945)
- Prigioniera della torre di fuoco (1953)
- C'era una volta Angelo Musco (1953)
- Disonorata (senza colpa) (1953)
- Ripudiata (1954)
- Un giglio infranto (1955)
- Caterina Sforza, la leonessa di Romagna (1959)